# リヴァー・ソング
リヴァー・ソング（英: River Song）は、テレビドラマ「ドクター・フー」に登場する11代目ドクターのコンパニオンであり、彼の妻である。本名はメロディー・ポンド（英: Melody Pond）。新シリーズのシリーズ4「静寂の図書館」で初登場し、2015年クリスマススペシャル「The Husbands of River Song」まで登場した。
アレックス・キングストンが通常のリヴァー・ソングを、ニーナ・トゥーサン・ホワイトがメルスを、シドニー・ウェイドが幼少期を演じた。

## 人物

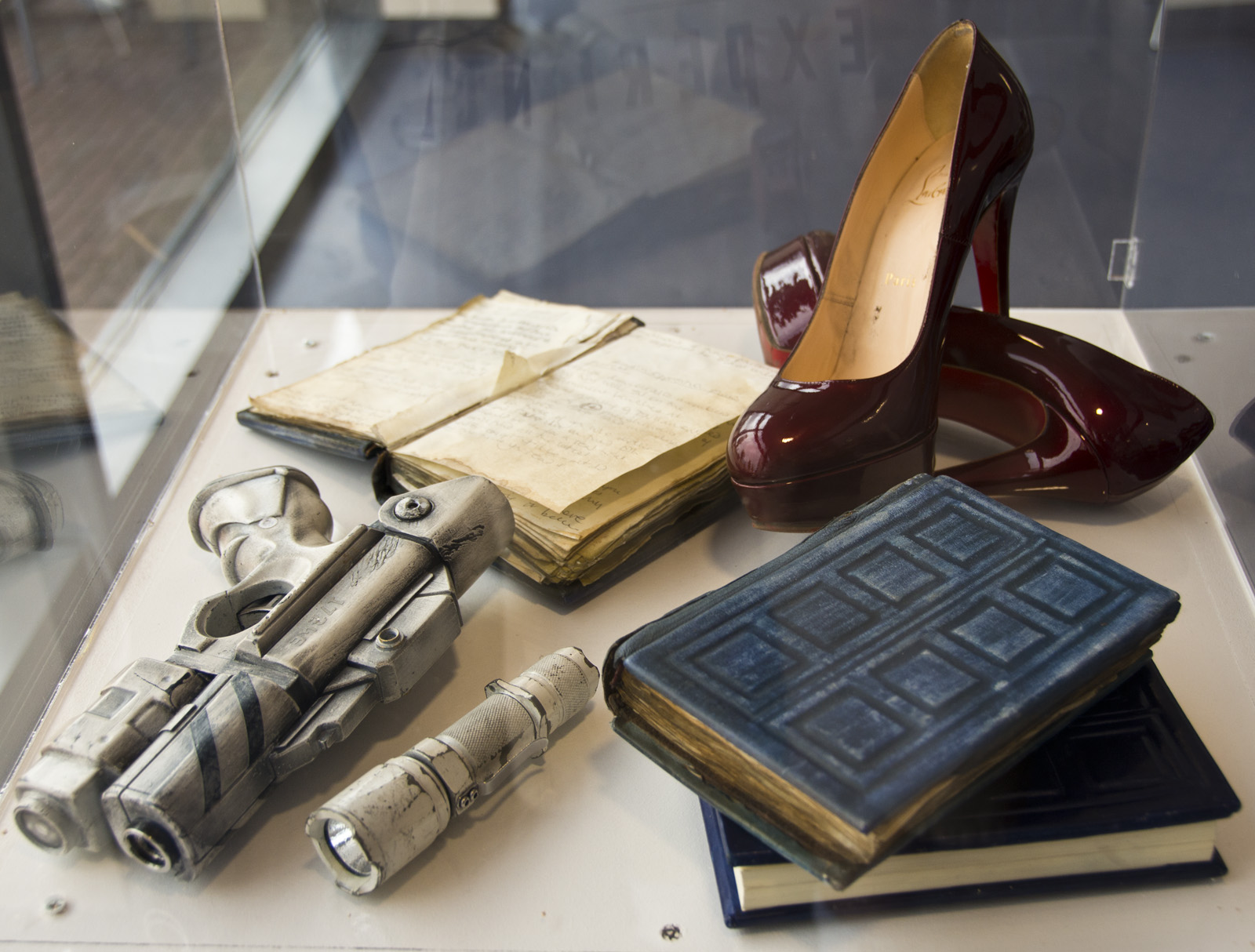
小物

ドクターとの時系列は逆行していることが多々あるため、リヴァーの未来はドクターの過去に位置しドクターの未来はリヴァーの過去に位置することが多い。彼女の持つターディス色の手帳にはドクターの未来が書き込まれている。自分の過去（すなわちドクターの未来）をドクターなどから尋ねられた際には「ネタバレよ ("It's Spoiler") 」と返答することが多い。「こんにちは、あなた ("Hello, sweetie") 」も口癖の1つである。
エイミー・ポンドとローリー・ウィリアムズの間に生まれた娘である。エイミーがターディス内で身ごもったためターディスの影響を受けており、DNAにタイムロードのものが混在している。それゆえタイムロードと同じ再生能力を有し、死に瀕した際は再生してダメージをリセットし別の姿になることができる。ただし、この能力はシリーズ6「ヒトラーを殺そう！」でドクターの治癒に使い果たしており、それ以降再生は不可能となっている。
シリーズ6でドクターに会うために考古学を学び始め、シリーズ4時点では考古学の教授の地位についている。銃の扱いが上手く、作中で武器を手に取らないドクターの代わりとして銃を用いる役割を担う。先のキャプテン・ジャック・ハークネスの立ち位置と言える。ドクターほど慈悲深くはなく、本人もそれを自覚している。命乞いをするダーレクを容赦なく射殺する、シレンシオ湖でドクターを殺害した宇宙飛行士に背後から迅速に発砲する描写がある。
シリーズ5までではリヴァー・ソングについては不明瞭な点が多く、謎めいた人物として描かれている。ドクターの妻であることはシリーズ4「静寂の図書館」「影の森」で仄めかされており、ドクターの未来に大きく関与することがこの時点で提示されている。
シリーズ6では、会うたびにドクターが彼女を知らなくなっていくことを憂く思い、その辛さを吐露している。同時に彼女の出自が明かされ、彼女が纏っていたミステリアスな雰囲気は徐々に影を潜めていく。2015年クリスマススペシャル「The Husbands of River Song」では、ドクターに渡されたターディス・ブルーの日記帳のページが残り少ないことに憂いているリヴァーが、12代目ドクターと共に惑星ダリリアムで24年間という長く幸せな一夜を過ごすリヴァーの様子が描かれる。

## 生い立ち
物語の時系列順に記述すると複雑になるため、リヴァー自身の時系列に沿って登場を記述する。

### 幼少期
シリーズ5「ビッグ・バン」の後、ターディス内でエイミー・ポンドが後のリヴァーを妊娠する。そこにコヴァリアン修道会が目を付け、ドクターを抹殺する暗殺者に育て上げるべくエイミーを基地デーモンズ・ランに拉致する。基地内で出産され、エイミーにメロディーと名付けられる。11代目ドクターらがエイミーとメロディーを取り戻すべくデーモンズ・ランに乗り込み制圧するが、マダム・コヴァリアンの手によってメロディーは地球へ転送されることとなった。
地球に転送されたメロディーは児童養護施設でサイレンスに保護されながら成長、生命維持装置である宇宙服の中で幼少期を過ごす。メロディーが当時の合衆国大統領リチャード・ニクソンにかけた電話から11代目ドクターが場所を探知し、サイレンスとの戦闘に入る。その間にメロディーはエイミーに撃たれ再生する。このとき、乳児の姿となった。

### メルス
再生したメロディーはメルスと名乗り、エイミーやローリーの幼馴染として同じ学校に所属し成長する。エイミーからドクターの話を聞き、「タイタニック号が沈没したのはドクターのせい」などの発言を繰り返し問題児扱いされる。年を重ねるごとにエスカレートし、バスジャックを起こして植物園に突っ込むという事件を起こし留置場に入れられることもあった。
メルスはデーモンズ・ランの戦いの後でメロディーを捜索しているエイミーたちの前に姿を現し、アドルフ・ヒトラーを暗殺しようとしてターディスをジャックし破壊、1938年のヒトラーの前に不時着した。このときヒトラーは宇宙の警察を名乗るテッセレクタにより暗殺を受けており、抵抗するヒトラーの流れ弾がメルスに当たりメルスは再生する。再生の寸前、メルスは自らがエイミーとローリーの娘であることを暴露する。
再生しリヴァー・ソングの姿となったメルスは口紅に塗った毒でドクターの暗殺を狙うが、同時にテッセレクタがメルス（＝リヴァー・ソング）をドクターを殺害した罪人であると判断し、テッセレクタに追われることとなる。ベルリンで暴れていた彼女はテッセレクタに捕縛されるが、エイミーやローリーの活躍によりテッセレクタは無力化される。瀕死のドクターがリヴァーへの愛を口にし、さらにリヴァー・ソングの情報が開示され自己とリヴァーが同一人物であることをメルスが知り、メルスはドクターを治癒しようと決意。残った再生エネルギーを全てドクターに注ぎ、毒を無効化した。

### シレンシオ湖
メルスはリヴァー・ソングに名前を変え、ドクターに会うために月のルナ大学で考古学を学ぶ。しかしマダム・コヴァリアンが現れて彼女を拉致、宇宙服に入れ2011年4月22日のシレンシオ湖に彼女を沈め、ドクターを暗殺させる。このときリヴァーは宇宙服の自動制御装置を破壊、ドクターの暗殺を未遂に終わらせる。しかしドクターの死は歴史の固定ポイントとなっていて改変不能な事実であったため、歴史が崩壊し別の現実世界が構築される。この世界における歴史の対極に位置するドクターとリヴァーが触れ合うことで歴史が修正され、歴史通りドクターは暗殺された。
ドクターを暗殺したことでリヴァーは投獄される。この投獄中の間にローリーからデーモンズ・ランへの参戦を依頼され、メロディー・ポンドがリヴァー・ソングであることをドクターたちに明かす。また、ドクターから招待状を受け取ったのもこの頃であり、宇宙服に入った過去の自分がシレンシオ湖で1203歳のドクターを暗殺する様子を目撃する。そのまま907歳のドクターとともに1969年に向かい、サイレンスと戦い勝利する。

### 投獄中のできごと
ウィンストン・チャーチルから電話を受けターディスが爆発することを知り、彼女は時空操作機を入手してドクターにメッセージを残し102年へ飛ぶ。パンドリカが開きドクターが閉じ込められた際、コヴァリアン修道会がターディスを爆破、ターディスは内部の時間を無限ループさせることで中にいたリヴァーを爆破から守る。ドクターはターディス内からリヴァーを救出した後、パンドリカの復元光線で宇宙を再構築した。
さらにその後、リヴァーはビザンティウム号に乗り込んでドクターを呼び寄せ、嘆きの天使を調査する。ドクター側の時系列でみるとこの時がエイミーにとって初対面であり、11代目ドクターとして出会ったのもこれが初めてである。ビザンティウム号から帰還したリヴァーは、シリーズ6の代替現実世界を脱した後のエイミーとローリーに会いに行き、シレンシオ湖で死亡したドクターは偽物であることを告げる。

### 釈放後
ドクターが自分に関わる情報を歴史上から抹消したため、リヴァーが殺害した人物は存在しないということになり、リヴァーは釈放される。釈放されたリヴァーは小説家メロディー・マローンとして活動していたが、そんな折にローリーが嘆きの天使に襲われ1938年で遭遇、天使の陰謀に巻き込まれることとなる。この事件を予言した本に沿って行動、天使を切り抜けることに成功する。2012年に帰還したが、ローリーとエイミーは再び天使に襲われる。リヴァーはドクターに1人では旅をしないように警告したのち、メロディー・マローンとしてこの事件を本にし、後書きにエイミーの遺書を掲載した。
その後はナードルという男を連れて旅をし、12代目ドクターに出会う。彼と出会うまでの間に11代目ドクターがトレンザロアで死亡したと彼女は認識しており、当初は彼がドクターであることに気づいていなかった。しかし行動を共にするうちに正体に気づく。惑星ダリリアムの歌う塔の前に、リヴァーの夫ハイドロフラックス王の脳内から取り出したダイアモンドで、リヴァーのためにタイムトラベルしてレストランを作らせたドクターは、リヴァーをテラス席へ誘い、ソニックドライバーをプレゼントする。そして惑星ダリリアムの一夜が24年だということに言及し、ドクターはリヴァーと24年の時を共に過ごした。

### 最期
リヴァーは100年前に閉鎖された図書館の惑星を探検隊として訪れる。ここで10代目ドクターに出会うが、彼にとってはこの時が初対面であり、彼が自身を知らないことにリヴァーは衝撃を受ける。11代目ドクターが今までにとった態度からここが自らの死地であると悟り、命に代えてでも電脳世界に保存された人々を救出しようとする10代目ドクターの身代わりとなって死亡する。このとき持っていたソニックドライバーに彼女のデータが残っており、10代目ドクターはこれを図書館のデータベースに接続して電脳世界に彼女の魂を保存した。
ソニックドライバーは12代目ドクターが惑星ダリリアムで24年間過ごした時に、リヴァーにプレゼントしたもので、惑星ダリリアムの後、リヴァーが図書館に行くこと、そこで10代目ドクターと初めて出会うこと、そこでリヴァーが死んでしまうことを知っていたので、リヴァーの魂を電脳世界に保存するために、12代目ドクターがリヴァーにプレゼントしたソニックドライバーにその機能を追加してあった。リヴァーと初対面で何も知らなかった10代目ドクターだったが、ソニックドライバーを他人にプレゼントするわけがないと思った10代目ドクターは、後の自分の行動を予想し、その機能に気付いたのだった。
データとなった彼女はヴァストラが開くドリーム会議に出席。同席していたクララ・オズワルドとリンクし、ともにドクターの墓がある惑星トレンザロアに向かう。ウィスパーメンに襲われ窮地に陥ったドクター一行を救うべく、パスワードであるドクターの名を言い墓を開放する。クララ以外の人物には視認できない状態であったが、ドクターは彼女の存在を認識する。ドクターとキスをした後、別れの言葉を告げ彼女は消滅した。